# وشقة

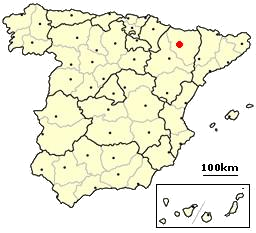
موقع وشقة

وَشْقَة مدينة إسبانية عاصمة مقاطعة وشقة التي تقع في منطقة أرغون.

## المناخ
يظهر الجدول التالي التغييرات المناخية على مدار السنة لوشقة:
| البيانات المناخية لـوشقة          | البيانات المناخية لـوشقة | البيانات المناخية لـوشقة | البيانات المناخية لـوشقة | البيانات المناخية لـوشقة | البيانات المناخية لـوشقة | البيانات المناخية لـوشقة | البيانات المناخية لـوشقة | البيانات المناخية لـوشقة | البيانات المناخية لـوشقة | البيانات المناخية لـوشقة | البيانات المناخية لـوشقة | البيانات المناخية لـوشقة | البيانات المناخية لـوشقة |
| الشهر                             | يناير                    | فبراير                   | مارس                     | أبريل                    | مايو                     | يونيو                    | يوليو                    | أغسطس                    | سبتمبر                   | أكتوبر                   | نوفمبر                   | ديسمبر                   | المعدل السنوي            |
| --------------------------------- | ------------------------ | ------------------------ | ------------------------ | ------------------------ | ------------------------ | ------------------------ | ------------------------ | ------------------------ | ------------------------ | ------------------------ | ------------------------ | ------------------------ | ------------------------ |
| الدرجة القصوى °م (°ف)             | 20.3 (68.5)              | 21.0 (69.8)              | 26.2 (79.2)              | 31.0 (87.8)              | 34.2 (93.6)              | 41.2 (106.2)             | 42.6 (108.7)             | 41.4 (106.5)             | 39.2 (102.6)             | 30.6 (87.1)              | 24.8 (76.6)              | 19.6 (67.3)              | 42.6 (108.7)             |
| متوسط درجة الحرارة الكبرى °م (°ف) | 9.0 (48.2)               | 11.6 (52.9)              | 15.7 (60.3)              | 18.0 (64.4)              | 22.3 (72.1)              | 28.1 (82.6)              | 31.6 (88.9)              | 30.9 (87.6)              | 25.9 (78.6)              | 19.8 (67.6)              | 13.4 (56.1)              | 9.2 (48.6)               | 19.6 (67.3)              |
| المتوسط اليومي °م (°ف)            | 5.2 (41.4)               | 6.9 (44.4)               | 10.1 (50.2)              | 12.1 (53.8)              | 16.1 (61.0)              | 21.0 (69.8)              | 24.1 (75.4)              | 23.7 (74.7)              | 19.8 (67.6)              | 15.0 (59.0)              | 9.3 (48.7)               | 5.5 (41.9)               | 14.0 (57.2)              |
| متوسط درجة الحرارة الصغرى °م (°ف) | 1.4 (34.5)               | 2.2 (36.0)               | 4.5 (40.1)               | 6.2 (43.2)               | 9.8 (49.6)               | 13.8 (56.8)              | 16.5 (61.7)              | 16.6 (61.9)              | 13.6 (56.5)              | 10.1 (50.2)              | 5.2 (41.4)               | 1.9 (35.4)               | 8.4 (47.1)               |
| أدنى درجة حرارة °م (°ف)           | −12.6 (9.3)              | −13.2 (8.2)              | −8.6 (16.5)              | −3.0 (26.6)              | −1.5 (29.3)              | 3.6 (38.5)               | 4.5 (40.1)               | 7.0 (44.6)               | 4.2 (39.6)               | −0.4 (31.3)              | −8.2 (17.2)              | −10.8 (12.6)             | −13.2 (8.2)              |
| الهطول مم (إنش)                   | 31 (1.2)                 | 28 (1.1)                 | 30 (1.2)                 | 53 (2.1)                 | 52 (2.0)                 | 33 (1.3)                 | 22 (0.9)                 | 29 (1.1)                 | 48 (1.9)                 | 60 (2.4)                 | 47 (1.9)                 | 44 (1.7)                 | 480 (18.9)               |
| متوسط أيام هطول الأمطار (≥ 1 mm)  | 5                        | 5                        | 4                        | 6                        | 7                        | 4                        | 3                        | 3                        | 4                        | 7                        | 6                        | 6                        | 61                       |
| متوسط الأيام المثلجة              | 1                        | 1                        | 0                        | 0                        | 0                        | 0                        | 0                        | 0                        | 0                        | 0                        | 0                        | 1                        | 3                        |
| متوسط الرطوبة النسبية (%)         | 78                       | 70                       | 61                       | 60                       | 57                       | 50                       | 47                       | 50                       | 57                       | 67                       | 76                       | 81                       | 63                       |
| ساعات سطوع الشمس الشهرية          | 138                      | 173                      | 230                      | 243                      | 275                      | 302                      | 346                      | 314                      | 247                      | 197                      | 146                      | 123                      | 2٬732                    |
| المصدر: AEMET                     |                          |                          |                          |                          |                          |                          |                          |                          |                          |                          |                          |                          |                          |

## توأمة
لوشقة اتفاقيات توأمة مع:
- تارب

## أعلام
- فيرمن غالان
- لورانس روما
- أنخيل غارسيا هرنانديز
- خوليو أليخاندرو
- سانشو راميريث
- عمروس بن يوسف
- ميغيل غاليندو غارسيس
- خوسيه بيلو
- فيولانتي من المجر
- راميرو الثاني ملك أراغون